# Hreinn Friðfinnsson
Hreinn Friðfinnsson (* 19. Februar 1943 in Bær í Dölum, Island; † 6. März 2024 in Amsterdam) war ein isländischer Konzeptkünstler.
Hreinn Friðfinnsson studierte am Icelandic College of Arts and Crafts in Reykjavík. Ab 1971 lebte und arbeitete er in Amsterdam.
Hreinn ist Mitbegründer der Gruppe SÚM (1965) und der Gallerí SÚM (1969). Im Jahr 2000 erhielt er den Ars Fennica Preis und einen 2. Preis beim Carnegie Art Award.

## Öffentliche Sammlungen
Belgien
- Meessen De Clercq, Brüssel, Belgien

Finnland
- Kiasma – Museum of Contemporary Art, Helsinki

Frankreich
- Regionalfonds für zeitgenössische Kunst (Fonds régional d’art contemporain, FRAC) – Pays de la Loire, Carquefou
- Regionalfonds für zeitgenössische Kunst (Fonds régional d’art contemporain, FRAC) – Bourgogne, Dijon
- Regionalfonds für zeitgenössische Kunst (Fonds régional dart contemporain, FRAC) – Limousin, Limoges

Island
- Safn, Reykjavík
- Nýlistasafnið – The Living Art Museum, Reykjavík

Schweden
- The Wanas foundation, Knislinge
- Malmö Konsthall, Malmö
- Nordiska Akvarellmuseet – The Nordic Watercolour Museum, Skärhamn